# モミタケ
モミタケ（樅茸、学名: Catathelasma ventricosum）は、ハラタケ目キシメジ科モミタケ属のキノコの一種。分類については、オオモミタケ科、あるいは、マツタケ目キシメジ科に位置付ける見方もある。和名の由来は、主にモミ林に発生することから名付けられている。日本語における別名では、センダイサマツ（仙台早松）、あるいは単にサマツともいう。食用であり、また、シロマツタケともいうが、焼くとわずかなマツタケ臭がするものの、さほど美味しいわけではないとされ、人によっては、食べた後に嘔吐や腹痛を起こすともいう。
日本のほか、サハリンや北アメリカに分布する。

## 日本国内
日本では、北海道から九州まで、また四国にも分布しており、一般的には、夏から秋にかけて、モミ、トドマツ、エゾマツ、アカマツなどの針葉樹林に現れるとされる。例えば北海道上富良野町では、8月から10月にかけてトドマツやアカエゾマツの林に現れる。最近の研究では、アカマツに発生するのは別種の可能性が高いという指摘もされている。また、地下に大きな菌糸の塊（いわゆるシロ）と作り、毎年同じ場所に発生し菌輪を成すこともある。なお、地域によって「子実体の色や発生環境」に多様性があるため、「複数の分類群を包含している可能性」が指摘されている。
粉っぽい独特の香りがあるが、歯ごたえは優れている。柄の基部は、地中深くまで伸びる。

## 「モミタケ」の名称を持つ別種
シラビソの樹下に発生する同属のオオモミタケ（Catathelasma imperiale）はモミタケより大きくなり、傘の直径は大きなもので30 cmに達するものがある。同様に食用になるが希産である。
アカモミタケ (Lactarius laeticolorus) は、ベニタケ科チチタケ属のキノコの一種である。